# Chlorophorus pinguis
Chlorophorus pinguis là một loài bọ cánh cứng trong họ Cerambycidae.